# Halowe Mistrzostwa Świata w Lekkoatletyce 1999 – skok o tyczce kobiet
Skok o tyczce kobiet – jedna z konkurencji rozgrywanych podczas halowych mistrzostw świata w lekkoatletyce w 1999, zmagania w niej odbyły się 5 marca.
Do konkursu zgłoszone zostały 24 zawodniczki z 18 państw.
Zawody w tej konkurencji wygrała reprezentantka Niemiec Nastja Ryshich. Drugą pozycję zajęła zawodniczka z Islandii Vala Flosadóttir, trzecią zaś ex aequo reprezentująca kraj triumfatorki Nicole Humbert i węgierska tyczkarka Zsuzsanna Olgyay-Szabó.

## Wyniki
| Miejsce | Zawodniczka            | Państwo           | Wysokość (m) | Wysokość (m) | Wysokość (m) | Wysokość (m) | Wysokość (m) | Wysokość (m) | Wynik | Uwagi |
| Miejsce | Zawodniczka            | Państwo           | 3,85         | 4,05         | 4,20         | 4,35         | 4,45         | 4,50         | Wynik | Uwagi |
| ------- | ---------------------- | ----------------- | ------------ | ------------ | ------------ | ------------ | ------------ | ------------ | ----- | ----- |
| 01 !    | Nastja Ryshich         | Niemcy            | –            | O            | O            | O            | XO           | XXO          | 4,50  | CR    |
| 02 !    | Vala Flosadóttir       | Islandia          | O            | O            | XO           | XXO          | O            | XXX          | 4,45  | NR    |
| 03 !    | Nicole Humbert         | Niemcy            | –            | –            | O            | O            | XXX          | –            | 4,35  |       |
| 03 !    | Zsuzsanna Olgyay-Szabó | Węgry             | –            | –            | O            | O            | XXX          | –            | 4,35  |       |
| 5.      | Melissa Mueller        | Stany Zjednoczone | –            | XO           | O            | XO           | XXX          | –            | 4,35  |       |
| 6.      | Emma George            | Australia         | –            | –            | O            | XXO          | X-           | –            | 4,35  | SB    |
| 7.      | Pavla Hamáčková        | Czechy            | O            | XO           | O            | XXO          | XXX          | –            | 4,35  | PB    |
| 8.      | Stacy Dragila          | Stany Zjednoczone | –            | XO           | XO           | XXO          | XXX          | –            | 4,35  |       |
| 9.      | Tatiana Grigorieva     | Australia         | –            | O            | O            | XXX          | –            | –            | 4,20  |       |
| 9.      | Þórey Edda Elísdóttir  | Islandia          | O            | O            | O            | XXX          | –            | –            | 4,20  |       |
| 11.     | Monika Pyrek           | Polska            | XO           | O            | O            | XXX          | –            | –            | 4,20  |       |
| 12.     | Janine Whitlock        | Wielka Brytania   | –            | O            | XXO          | XXX          | –            | –            | 4,20  |       |
| 12.     | Marie Poissonnier      | Francja           | O            | O            | XXO          | XXX          | –            | –            | 4,20  |       |
| 12.     | Masumi Ono             | Japonia           | O            | O            | XXO          | XXX          | –            | –            | 4,20  | NR    |
| 15.     | Amandine Homo          | Francja           | XO           | O            | XXO          | XXX          | –            | –            | 4,20  |       |
| 16.     | Cai Weiyan             | Chiny             | O            | O            | XXX          | –            | –            | –            | 4,05  |       |
| 17.     | Jeorija Tsilingiri     | Grecja            | XO           | O            | XXX          | –            | –            | –            | 4,05  |       |
| 17.     | Monique de Wilt        | Holandia          | XO           | O            | XXX          | –            | –            | –            | 4,05  |       |
| 19.     | Mari Mar Sánchez       | Hiszpania         | O            | XO           | XX           | –            | –            | –            | 4,05  |       |
| 20.     | Tanja Stefanowa        | Bułgaria          | XXO          | XO           | XXX          | –            | –            | –            | 4,05  | NR    |
| 21.     | Jelena Bielakowa       | Rosja             | O            | XXO          | XXX          | –            | –            | –            | 4,05  |       |
| 22.     | Sun Caiyun             | Chiny             | O            | XXX          | –            | –            | –            | –            | 3,85  |       |
| –       | Gabriela Mihalcea      | Rumunia           | –            | –            | –            | –            | –            | –            | DNS   |       |
| –       | Alejandra García       | Argentyna         | –            | –            | –            | –            | –            | –            | DNS   |       |